# Liste der Kulturdenkmäler in Grasellenbach
Die folgende Liste enthält die in der Denkmaltopographie ausgewiesenen Kulturdenkmäler auf dem Gebiet  der Gemeinde Grasellenbach, Bergstraße, Hessen.
Hinweis: Die Reihenfolge der Denkmäler in dieser Liste orientiert sich zunächst an Ortsteilen und anschließend der Anschrift, alternativ ist sie auch nach der Bezeichnung, der vom Landesamt für Denkmalpflege vergebenen Nummer oder der Bauzeit sortierbar.
Kulturdenkmäler werden fortlaufend im Denkmalverzeichnis des Landes Hessen durch das Landesamt für Denkmalpflege Hessen auf Basis des Hessischen Denkmalschutzgesetzes (HDSchG) geführt. Die Schutzwürdigkeit eines Kulturdenkmals hängt nicht von der Eintragung in das Denkmalverzeichnis des Landes Hessen oder der Veröffentlichung in der Denkmaltopographie ab.

Die bisher bekannten Bau- und Kunstdenkmäler hat das Landesamt für Denkmalpflege Hessen in sogenannten Arbeitslisten erfasst. Den Arbeitslisten liegen Erkenntnisse aus Akten, Ortsbegehungen und Denkmalinventaren, jedoch keine neuere systematische Forschung, zugrunde. Die Benehmensherstellung mit der Gemeinde gemäß § 11 Abs. 1 HDSchG ist noch nicht erfolgt.
Das Vorhandensein oder Fehlen eines Objekts in dieser Liste ist keine rechtsverbindliche Auskunft darüber, ob es Kulturdenkmal ist oder nicht: Diese Liste entspricht möglicherweise nicht dem aktuellen Stand der offiziellen Denkmaltopographie. Diese ist für Hessen in den entsprechenden Bänden der Denkmaltopographie Bundesrepublik Deutschland und im Internet unter DenkXweb – Kulturdenkmäler in Hessen einsehbar. Auch diese Quellen sind, obwohl sie durch das Landesamt für Denkmalpflege Hessen aktualisiert werden, nicht immer aktuell, da es im Denkmalbestand immer wieder Änderungen gibt.
Eine verbindliche Auskunft erteilt allein das Landesamt für Denkmalpflege Hessen.
Nutze diese Kartenansicht, um Koordinaten in der Liste zu setzen. In dieser Kartenansicht sind Kulturdenkmale ohne Koordinaten mit einem roten bzw. orangen Marker dargestellt und können in der Karte gesetzt werden. Kulturdenkmale ohne Bild sind mit einem blauen bzw. roten Marker gekennzeichnet, Kulturdenkmale mit Bild mit einem grünen bzw. orangen Marker.

## Kulturdenkmäler nach Ortsteilen

### Gras-Ellenbach
| Bild                                    | Bezeichnung                  | Lage                                                              | Beschreibung                                                                                       | Bauzeit | Objekt-Nr. |
| --------------------------------------- | ---------------------------- | ----------------------------------------------------------------- | -------------------------------------------------------------------------------------------------- | ------- | ---------- |
| Bild gesucht BW                         | Gesamtanlage Siegfriedstraße | Gesamtanlage Siegfriedstraße Lage                                 | |         | 55763 DDB  |
| Bild gesucht BW                         | Friedhof                     | Amselweg 10 LageFlur: 1, Flurstück: 14/5                          | |         | 55761 DDB  |
| Ehrenmal                                | Ehrenmal                     | Am Steinbruch 7 LageFlur: 5, Flurstück: 28/23                     | |         | 55758 DDB  |
| Wasser-Hochbehälter                     | Wasser-Hochbehälter          | Am Steinbruch 7 LageFlur: 5, Flurstück: 28/23                     | Wasserwerk Gras-Ellenbach                                                                          | 1909    | 55287 DDB  |
|                                         |                              | Guntherstraße 6 LageFlur: 1, Flurstück: 102/2                     | |         | 843378 DDB |
| Bild gesucht BW                         | ehem. Ölmühle                | Guntherstraße 9 LageFlur: 1, Flurstück: 98/1                      | |         | 55799 DDB  |
| weitere Bilder                          | Hirtenhaus                   | Güttersbacher Straße 13 LageFlur: 1, Flurstück: 204/16            | | 1770    | 55288 DDB  |
|                                         |                              | Güttersbacher Straße 30 LageFlur: 2, Flurstück: 36/3              | |         | 55762 DDB  |
|                                         |                              | Hammelbacher Straße 5 LageFlur: 1, Flurstück: 40/4                | |         | 55759 DDB  |
| Hotel „Siegfriedbrunnen“                | Hotel „Siegfriedbrunnen“     | Hammelbacher Straße 7 LageFlur: 1, Flurstück: 46/4                | |         | 55289 DDB  |
| Scheune von Heinrich-Glücklich-Straße 6 |                              | Heinrich-Glücklich-Straße 6, 8 LageFlur: 1, Flurstück: 55/2, 56/3 | |         | 55295 DDB  |
| weitere Bilder                          | Siegfriedbrunnen             | In der Mornsbach LageFlur: 10, Flurstück: 6/1                     | Als Brunnen gefasste Schichtquelle im Buntsandstein. Natürliche Quelle mit historischer Bedeutung. |         | 55297 DDB  |
| Bild gesucht BW                         |                              | In der Mornsbach LageFlur: 10, Flurstück: 8/1                     | |         | 56303 DDB  |
|                                         |                              | Sebastian-Kneipp-Straße 2 LageFlur: 2, Flurstück: 38/2, 39/1      | |         | 55807 DDB  |
|                                         |                              | Siegfriedstraße 11A LageFlur: 1, Flurstück: 157/3                 | |         | 668393 DDB |
|                                         |                              | Siegfriedstraße 17 LageFlur: 1, Flurstück: 172/5                  | |         | 55290 DDB  |
|                                         |                              | Siegfriedstraße 18 LageFlur: 1, Flurstück: 26/6                   | |         | 55291 DDB  |
|                                         |                              | Siegfriedstraße 22 LageFlur: 1, Flurstück: 22/4                   | |         | 729923 DDB |
| Ehem. Schule                            | Ehem. Schule                 | Siegfriedstraße 23 LageFlur: 1, Flurstück: 178/5                  | |         | 55292 DDB  |
|                                         |                              | Siegfriedstraße 25 LageFlur: 1, Flurstück: 179/4                  | |         | 55293 DDB  |
|                                         |                              | Siegfriedstraße 41 LageFlur: 1, Flurstück: 191/13                 | |         | 55294 DDB  |
|                                         |                              | Ulfenbachstraße 12, 14, Hofacker LageFlur: 1, Flurstück: 73, 80/2 | |         | 55296 DDB  |

### Hammelbach
| Bild                                    | Bezeichnung                                             | Lage                                                             | Beschreibung                                                           | Bauzeit   | Objekt-Nr. |
| --------------------------------------- | ------------------------------------------------------- | ---------------------------------------------------------------- | ---------------------------------------------------------------------- | --------- | ---------- |
| Bild gesucht BW                         | Gesamtanlage Schulstraße Hammelbach                     | Gesamtanlage Schulstraße Lage                                    |                                                                        |           | 55286 DDB  |
| weitere Bilder                          | Wegweiserstein                                          | Am Brandschneidersberg LageFlur: 7, Flurstück: 5/1               | Vierseitiger Wegweiserstein                                            |           | 843382 DDB |
| Direkt Bild zu diesem Denkmal hochladen | Wegweiserstein I                                        | Außerhalb                                                        |                                                                        |           | 56305 DDB  |
|                                         |                                                         | Brunnenstraße 1 LageFlur: 1, Flurstück: 575/6                    |                                                                        |           | 55781 DDB  |
| Wegweiserstein II                       | Wegweiserstein II                                       | Busch LageFlur: 14, Flurstück: 9/2                               |                                                                        |           | 56306 DDB  |
|                                         |                                                         | Fürther Straße 5 LageFlur: 1, Flurstück: 268/6                   |                                                                        |           | 55771 DDB  |
|                                         |                                                         | Gasse 12 LageFlur: 1, Flurstück: 573/4                           |                                                                        |           | 55283 DDB  |
|                                         |                                                         | Hiltersklinger Weg 20 LageFlur: 1, Flurstück: 24/2               |                                                                        |           | 55780 DDB  |
| Bildstock                               | Bildstock                                               | Hofwiese (bei Rimbacher Straße 12) LageFlur: 1, Flurstück: 459/2 |                                                                        |           | 55284 DDB  |
| Abgelöstestein                          | Abgelöstestein                                          | Kohlwald LageFlur: 15, Flurstück: 1/5                            |                                                                        |           | 56307 DDB  |
|                                         |                                                         | Litzelbacher Straße 3 LageFlur: 1, Flurstück: 430/5              |                                                                        |           | 55809 DDB  |
|                                         |                                                         | Litzelbacher Straße 4 LageFlur: 1, Flurstück: 397/1              |                                                                        |           | 55779 DDB  |
| weitere Bilder                          | Kath. Pfarrkirche Zur Heiligen Familie und St. Walburga | Litzelbacher Straße 26 LageFlur: 1, Flurstück: 697/2             | neugotische Hallenkirche mit drei Kirchenschiffen                      | 1911–1914 | 55280 DDB  |
| Kath. Pfarrhaus                         | Kath. Pfarrhaus                                         | Litzelbacher Straße 26 LageFlur: 1, Flurstück: 697/2             |                                                                        |           | 55808 DDB  |
| Kalter Brunnen                          | Kalter Brunnen                                          | Litzelbacher Straße Lage                                         | Als Brunnen gefasste natürliche Schichtquelle mit kräftiger Schüttung. |           | 55778 DDB  |
|                                         |                                                         | Rimbacher Straße LageFlur: 8, Flurstück: 151/2                   | Wasserwerk Hammelbach                                                  | 1908      | 55775 DDB  |
|                                         |                                                         | Rimbacher Straße 17 LageFlur: 1, Flurstück: 170/2                |                                                                        |           | 55782 DDB  |
| hist. Pranger und Centgefängnis         | hist. Pranger und Centgefängnis                         | Schulstraße LageFlur: 1, Flurstück: 830/217                      |                                                                        |           | 55773 DDB  |
|                                         |                                                         | Schulstraße 7 LageFlur: 1, Flurstück: 250/1                      |                                                                        |           | 55769 DDB  |
| Gasthaus zum Ochsen                     | Gasthaus zum Ochsen                                     | Schulstraße 9 LageFlur: 1, Flurstück: 249/7                      |                                                                        |           | 55770 DDB  |
|                                         |                                                         | Schulstraße 16 LageFlur: 1, Flurstück: 535/2                     |                                                                        |           | 55772 DDB  |
| ehem. Zehntschultheißenhaus             | ehem. Zehntschultheißenhaus                             | Schulstraße 20 LageFlur: 1, Flurstück: 531/9                     |                                                                        |           | 55285 DDB  |
|                                         |                                                         | Schulstraße 21 LageFlur: 1, Flurstück: 245/1, 258/2              |                                                                        |           | 55784 DDB  |
|                                         |                                                         | Schulstraße 22, 24 LageFlur: 1, Flurstück: 525/1, 530/3          |                                                                        |           | 55785 DDB  |
| weitere Bilder                          | Ev. Pfarrkirche                                         | Schulstraße 26 LageFlur: 1, Flurstück: 524                       |                                                                        |           | 55281 DDB  |
| weitere Bilder                          | Kirchenruine, Friedhof                                  | Schulstraße 29A LageFlur: 1, Flurstück: 212/5                    |                                                                        |           | 55282 DDB  |
|                                         |                                                         | Schulstraße 30 LageFlur: 1, Flurstück: 519/6                     |                                                                        |           | 55776 DDB  |
| ehem. Schule                            | ehem. Schule                                            | Schulstraße 31 LageFlur: 1, Flurstück: 233/1                     |                                                                        |           | 55774 DDB  |
|                                         |                                                         | Schulstraße 32 LageFlur: 1, Flurstück: 518/2                     |                                                                        |           | 55783 DDB  |
| Bild gesucht BW                         |                                                         | Thorweg 2 LageFlur: 1, Flurstück: 399/4                          | Abgegangenes Kulturdenkmal                                             |           | 55777 DDB  |
|                                         |                                                         | Weschnitzer Straße 12 LageFlur: 1, Flurstück: 346/3              |                                                                        |           | 55810 DDB  |

### Litzelbach
| Bild                          | Bezeichnung                          | Lage                                                            | Beschreibung | Bauzeit | Objekt-Nr. |
| ----------------------------- | ------------------------------------ | --------------------------------------------------------------- | ------------ | ------- | ---------- |
| Bild gesucht BW               | Grenzstein                           | Am Hammelberg LageFlur: 1, Flurstück: 4/1                       |              |         | 56311 DDB  |
| Bild gesucht BW               |                                      | Am Hammelberg LageFlur: 1, Flurstück: 62/6                      |              |         | 843381 DDB |
|                               |                                      | Am Hammelberg 20 LageFlur: 1, Flurstück: 43/1                   |              |         | 55302 DDB  |
| Bild gesucht BW               |                                      | Kleinwiese LageFlur: 1, Flurstück: 101                          |              |         | 56310 DDB  |
| Bild gesucht BW               | Grenzstein                           | Pfuhlwiese LageFlur: 1, Flurstück: 94                           |              |         | 56312 DDB  |
| Kreuz und Gefallenen-Ehrenmal | Friedhof                             | Scharbacher Straße LageFlur: 1, Flurstück: 31/6                 |              |         | 55303 DDB  |
| Bild gesucht BW               | Bildstock von 1755 und Haus von 1608 | Scharbacher Straße 1 LageFlur: 1, Flurstück: 20/4               |              |         | 55957 DDB  |
|                               |                                      | Scharbacher Straße 7 LageFlur: 1, Flurstück: 18/3               |              |         | 55304 DDB  |
| Walldürner Blutbildstock      | Walldürner Blutbildstock             | Scharbacher Straße (neben Nr. 22) LageFlur: 1, Flurstück: 12/13 |              |         | 55804 DDB  |

### Ober-Scharbach
| Bild                | Bezeichnung         | Lage                                                    | Beschreibung                   | Bauzeit | Objekt-Nr. |
| ------------------- | ------------------- | ------------------------------------------------------- | ------------------------------ | ------- | ---------- |
|                     |                     | Auf der Tromm 11 LageFlur: 1, Flurstück: 300/2          |                                |         | 55306 DDB  |
| Kulturscheune       | Kulturscheune       | Auf der Tromm 13 LageFlur: 1, Flurstück: 298            |                                |         | 55305 DDB  |
| weitere Bilder      | Trommkreuz          | Auf der Tromm (bei Nr. 5) LageFlur: 1, Flurstück: 271/1 |                                |         | 55806 DDB  |
| Gefallenen-Ehrenmal | Gefallenen-Ehrenmal | Falter LageFlur: 1, Flurstück: 177/2                    |                                |         | 55805 DDB  |
|                     |                     | Mooswiese LageFlur: 1, Flurstück: 11/1                  | Steinbrücke über den Scharbach |         | 55797 DDB  |
|                     |                     | Mooswiese 10 LageFlur: 1, Flurstück: 9                  |                                |         | 55796 DDB  |
| Bild gesucht BW     |                     | Mooswiese 16 LageFlur: 1, Flurstück: 16/1               |                                |         | 55795 DDB  |
|                     |                     | Mooswiese 71 LageFlur: 1, Flurstück: 63/1               | Bildstock                      |         | 55798 DDB  |

### Unter-Scharbach
| Bild            | Bezeichnung   | Lage                                         | Beschreibung | Bauzeit | Objekt-Nr. |
| --------------- | ------------- | -------------------------------------------- | ------------ | ------- | ---------- |
| Bild gesucht BW | Nicolaismühle | Hasental 10 LageFlur: 1, Flurstück: 20       |              |         | 55802 DDB  |
| Bild gesucht BW |               | Hasental 20 LageFlur: 1, Flurstück: 30       |              |         | 55803 DDB  |
| Bild gesucht BW |               | Im Döllenbuckel LageFlur: 1, Flurstück: 258  |              |         | 56314 DDB  |
| Bild gesucht BW |               | Scharbach LageFlur: 1, Flurstück: 124/1      |              |         | 56315 DDB  |
|                 |               | Trommstraße 65 LageFlur: 1, Flurstück: 109/1 |              |         | 55800 DDB  |
|                 |               | Trommstraße 72 LageFlur: 1, Flurstück: 155/6 |              |         | 55765 DDB  |
|                 |               | Trommstraße 78 LageFlur: 1, Flurstück: 151/6 |              |         | 55764 DDB  |
|                 |               | Trommstraße 86 LageFlur: 1, Flurstück: 146/8 |              |         | 55766 DDB  |
|                 |               | Trommstraße 92 LageFlur: 1, Flurstück: 143/6 |              |         | 55768 DDB  |
|                 |               | Trommstraße 94 LageFlur: 1, Flurstück: 140   |              |         | 55801 DDB  |
|                 |               | Trommstraße 95 LageFlur: 1, Flurstück: 121/2 |              |         | 55767 DDB  |

### Wahlen
| Bild                   | Bezeichnung            | Lage                                                                  | Beschreibung | Bauzeit | Objekt-Nr. |
| ---------------------- | ---------------------- | --------------------------------------------------------------------- | ------------ | ------- | ---------- |
| Bild gesucht BW        | Eisenbahnbrücke        | Am alten Bahnhof, Alte Überwaldbahn LageFlur: 1, Flurstück: 230, 62/3 |              |         | 55793 DDB  |
| Gefallenen-Ehrenmal    | Gefallenen-Ehrenmal    | Am Hammelberg (Nähe Am Bergweg) LageFlur: 1, Flurstück: 420/7         |              |         | 55794 DDB  |
| Bild gesucht BW        | Friedhof               | Friedhofstraße LageFlur: 1, Flurstück: 275                            |              |         | 55298 DDB  |
|                        |                        | Nibelungenstraße 33 LageFlur: 1, Flurstück: 82/7                      |              |         | 55299 DDB  |
|                        |                        | Nibelungenstraße 38 LageFlur: 1, Flurstück: 118/4, 119/1              |              |         | 55300 DDB  |
| Ehem. Schule           | Ehem. Schule           | Nibelungenstraße 58 LageFlur: 1, Flurstück: 110/7                     |              |         | 55301 DDB  |
| Gasthaus „Burg Waldau“ | Gasthaus „Burg Waldau“ | Volkerstraße 1 LageFlur: 1, Flurstück: 38/5                           |              |         | 55791 DDB  |
|                        |                        | Volkerstraße 3 LageFlur: 1, Flurstück: 36/1                           |              |         | 55792 DDB  |